# Indestructible (песня)
«Indestructible» — сингл американской рок-группы Disturbed. Сингл был выпущен 29 сентября 2008 года. Видеоклип песни появился на официальном сайте Disturbed 20 августа 2008 года. Песня была написана в поддержку солдат, участвующих в военных действиях, и в поддержку их морального духа.

## Интерпретация
«Indestructible» по словам Дэвида Дреймана это «гимн для солдат», «эта песня была написана чтобы заставить солдат почувствовать себя неразрушимыми и неукротимыми, убрать их страх, сделать их сильными». Дэвид Дрейман так же сказал в одном из интервью, что название этой песни «отчасти символизирует тот факт, что мы все ещё здесь, что мы не были разрушены и не распались, мы выстояли испытание временем.» Гитарист Дэн Дониган подтвердил это высказывание, заявляя «Мы чувствуем, что мы стали неразрушимыми, нам удалось сохранить нашу группу.» Дэвид Дрейман завершает это словами, «Мы прошли через многое. Независимо от того, какая на нас сыпалась критика, независимо от того что случается в окружающей музыкальной среде, мы все ещё здесь, мы все ещё живы.»

## Клип
Видеоклип был записан в июне 2008 года с Ноублом Джонсом в роли режиссёра, и был выпущен 20 августа 2008 года. Сюжет клипа показывает сцены сражений, напоминающие о фильмах «300 Спартанцев» и «10 000 лет до нашей эры». Видео показывает прогрессию войны по ходу истории человечества; от древних времён, борьбы с копьями, и луками, к использованию современного оружия.

## Список композиций
CD
Слова и музыка всех песен — Disturbed.
| №                   | Название            | Длительность |
| ------------------- | ------------------- | ------------ |
| 1.                  | «Album Version»     | 4:38         |
| 2.                  | «Edit»              | 3:59         |
| Общая длительность: | Общая длительность: | 8:37         |

Винил
| №                   | Название                                    | Длительность |
| ------------------- | ------------------------------------------- | ------------ |
| 1.                  | «Indestructible»                            | 4:38         |
| 2.                  | «Inside the Fire (Live from DeepRockDrive)» | 3:52         |
| Общая длительность: | Общая длительность:                         | 8:30         |

Digital
| №                   | Название                                    | Длительность |
| ------------------- | ------------------------------------------- | ------------ |
| 1.                  | «Indestructible»                            | 4:38         |
| 2.                  | «Inside the Fire (Live from DeepRockDrive)» |              |
| Общая длительность: | Общая длительность:                         | 8:29         |

## Участники
- Дэн Дониган — гитара (продюсер)
- Дэвид Дрейман — вокал (сопродюсер)
- Майк Венгрен — ударные (сопродюсер)
- Джон Мойер — бас-гитара

## Позиция в чартах
| Чарт (2008)                           | Позиция |
| ------------------------------------- | ------- |
| Канада (Hot Canadian Digital Singles) | 40      |
| США (Billboard Hot 100)               | 72      |
| США (Hot Digital Songs)               | 35      |
| США (Hot Mainstream Rock Tracks)      | 2       |
| США (Hot Modern Rock Tracks)          | 10      |

## История релизов
| Регион         | Дата              | Лейбл           | Формат           |
| -------------- | ----------------- | --------------- | ---------------- |
| По всему миру  | 29 сентября, 2008 | Reprise Records | Digital download |
| США            | 6 октября, 2008   | Reprise Records | CD, Винил        |
| Великобритания | 6 октября, 2008   | Reprise Records | CD               |